# 下宇和站
下宇和站（日语：／ Shimo-uwa eki */?）是一位於日本愛媛縣西予市吉田町，隸屬於四國旅客鐵道（JR四國）的鐵路車站，車站編號為U23。本站只停靠普通列車。

## 車站構造
現時為第二代站舍，為簡易車站站舍，外貌有如組合屋，只用鋼板所砌成，只設有候車室及已變為儲物室的舊站務員室。洗手間則設於月台範圍內。過往曾為站員委派站，由其他站於指定時間內派站員於車站內駐守。無人化以來，一直都沒有在站舍內安裝自動售票機。
至於第一代站舍，則於早年因過於殘舊而遭拆毀。
設有不對稱側式月台2個，都是相對長度較短的月台，1號月台的有效長度不足4輛，而2號月台的長度更只有3輛。然而4輛編成的列車，仍可藉著兩邊月台不對稱的緩衝區域在此作運轉停車。兩端均為Y型轉轍器，因此所有列車經過時均須減速。月台之間以平交道連接，位於末端向卯之町站方向，又由於為不對稱月台，前往或離開2號月台需額外多行一小段設有欄杆的小路。而2號月台亦設有一個附有坐椅的有蓋小候車亭。

### 月台配置
| 月台 | 路線    | 方向 | 目的地                   |
| ---- | ------- | ---- | ------------------------ |
| 1    | ■予讚線 | 下行 | 宇和島方向               |
| 2    | ■予讚線 | 上行 | 八幡濱、伊予市、松山方向 |

## 歷史
- 1941年7月2日：開業。
- 1987年4月1日：日本國鐵分割民營化，車站的營運由JR四國繼承。

## 相鄰車站
四國旅客鐵道（JR四國）
■予讚線
卯之町（U22）－下宇和（U23）－立間（U24）